# Maberzell
Maberzell ist ein Stadtteil der osthessischen Stadt Fulda. Zu Maberzell gehört der Weiler Trätzhof.

## Geschichte

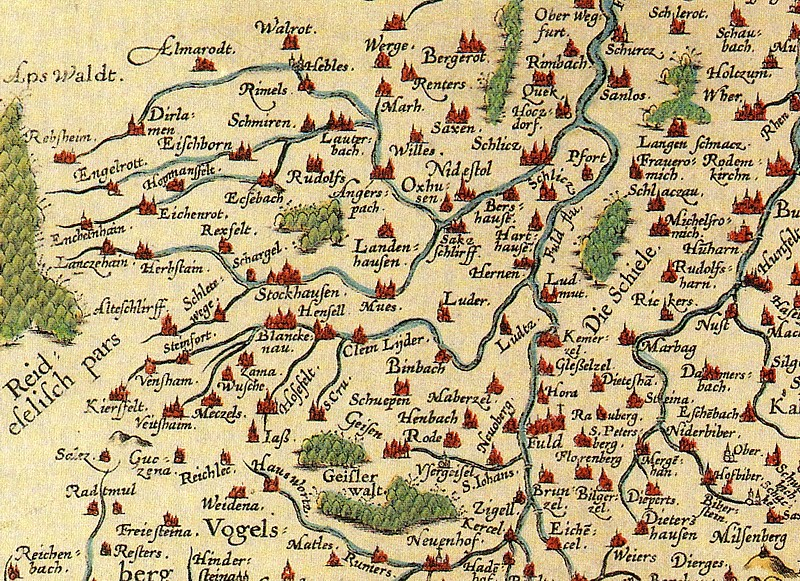
Lage von Maberzell (Maberzel) auf einer Kartes des Hochstifts Fulda von 1574

Die erste urkundliche Nennung von Maberzell erfolgte in einem Fuldaer Urbar (um 1010) mit dem Namen „Magebrahcelle“. Der Name stammt vermutlich von dem Mönch/Eremit Maganberat, welcher aus dem Kloster Fulda entsandt wurde, um eine Zelle zu gründen. Es siedelten sich dann immer mehr Menschen um die Zelle des Mönches an. Der Wehrkirchturm mit dem Wehrfriedhof der alten Kirche wurde um 1200 erbaut. Der Maberzeller Kirchturm war der letzte mittelalterliche Signalposten vor Fulda in nördlicher Richtung der Fulda entlang (nächster Turm bei Kämmerzell, flussabwärts). Die Kirche war dem heiligen Vinzenz von Valencia geweiht und wurde im Laufe der Zeit nach Westen erweitert. 
Vor dem Zweiten Weltkrieg wurden Aussiedler aus Dalherda in der Rhön in einem nördlich von Maberzell angelegten Dorf, welches den Namen Trätzhof erhielt, angesiedelt. Die Umsiedlung wurde wegen der Anlage eines Truppenübungsplatzes der Wehrmacht erforderlich. Trätzhof hat überwiegend protestantische Einwohner. Im Zweiten Weltkrieg wurde Maberzell zwar von Bomben getroffen, aber nur unerheblich beschädigt. Weil die alte Kirche für knapp 1000 Katholiken um 1970 zu klein geworden war, beschloss man, eine neue Kirche zu bauen. Seit 2004 besitzt Maberzell das größte Altarwandgemälde Mitteleuropas.

### Eingemeindung
Am 1. August 1972 wurde die Gemeinde Maberzell mit Trätzhof im Rahmen der Gebietsreform kraft Landesgesetz in die Stadt Fulda eingegliedert.

### Einwohnerentwicklung
| • 1812: | 35 Feuerstellen, 302 Seelen |

| Maberzell: Einwohnerzahlen von 1812 bis 2017 | Maberzell: Einwohnerzahlen von 1812 bis 2017 | Maberzell: Einwohnerzahlen von 1812 bis 2017 | Maberzell: Einwohnerzahlen von 1812 bis 2017 | Maberzell: Einwohnerzahlen von 1812 bis 2017 |
| --- | -------------------------------------------- | -------------------------------------------- | -------------------------------------------- | -------------------------------------------- |
| Jahr |                                              |                                              |                                              | Einwohner                                    |
| 1812 | 1812                                         |                                              | 302                                          | 302                                          |
| 1834 | 1834                                         |                                              | 402                                          | 402                                          |
| 1840 | 1840                                         |                                              | 416                                          | 416                                          |
| 1846 | 1846                                         |                                              | 446                                          | 446                                          |
| 1852 | 1852                                         |                                              | 523                                          | 523                                          |
| 1858 | 1858                                         |                                              | 488                                          | 488                                          |
| 1864 | 1864                                         |                                              | 479                                          | 479                                          |
| 1871 | 1871                                         |                                              | 457                                          | 457                                          |
| 1875 | 1875                                         |                                              | 445                                          | 445                                          |
| 1885 | 1885                                         |                                              | 440                                          | 440                                          |
| 1895 | 1895                                         |                                              | 472                                          | 472                                          |
| 1905 | 1905                                         |                                              | 536                                          | 536                                          |
| 1910 | 1910                                         |                                              | 540                                          | 540                                          |
| 1925 | 1925                                         |                                              | 593                                          | 593                                          |
| 1939 | 1939                                         |                                              | 677                                          | 677                                          |
| 1946 | 1946                                         |                                              | 966                                          | 966                                          |
| 1950 | 1950                                         |                                              | 996                                          | 996                                          |
| 1956 | 1956                                         |                                              | 1.058                                        | 1.058                                        |
| 1961 | 1961                                         |                                              | 1.086                                        | 1.086                                        |
| 1967 | 1967                                         |                                              | 1.487                                        | 1.487                                        |
| 1970 | 1970                                         |                                              | 1.501                                        | 1.501                                        |
| 1988 | 1988                                         |                                              | 1.436                                        | 1.436                                        |
| 2010 | 2010                                         |                                              | 1.760                                        | 1.760                                        |
| 2013 | 2013                                         |                                              | 1.733                                        | 1.733                                        |
| 2015 | 2015                                         |                                              | 1.741                                        | 1.741                                        |
| 2016 | 2016                                         |                                              | 1.735                                        | 1.735                                        |
| 2017 | 2017                                         |                                              | 1.740                                        | 1.740                                        |
| Datenquelle: Historisches Gemeindeverzeichnis für Hessen: Die Bevölkerung der Gemeinden 1834 bis 1967. Wiesbaden: Hessisches Statistisches Landesamt, 1968. Weitere Quellen: ; 2010,2012,2015: |                                              |                                              |                                              |                                              |

### Religionszugehörigkeit
Quelle: Historisches Ortslexikon
- 1885: 041 evangelisch (9,32 %), 399 katholisch, (90,68 %)
- 1961: 374 evangelisch (34,44 %), 703 katholisch, (64,73 %)

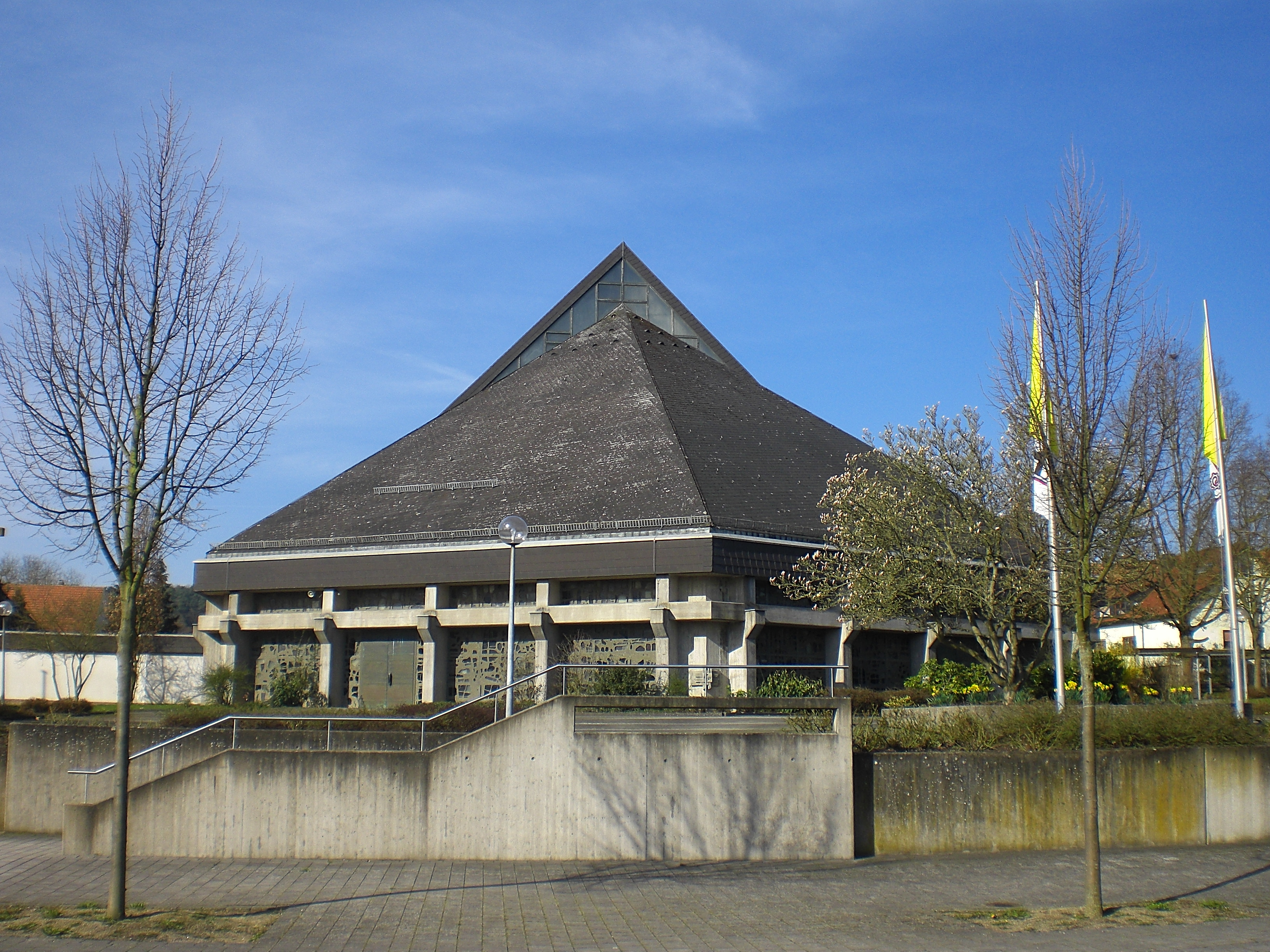
Die neue katholische Heilig-Kreuz-Kirche

## Religion

### Kirchen

#### Katholisch
Maberzell hat zwei katholische Kirchen, eine alte denkmalgeschützte Kirche mit einem Chorturm aus dem 12. Jahrhundert und einem Kirchenschiff von 1847 sowie eine neue Kirche von 1973. Im Turm der alten Kirche ist noch ein aktives Läutwerk, das täglich mit Uhrschlag (jede volle und halbe Stunde) und zu den Angelusgebeten läutet. Neben dem Uhrschlag befinden sich im Kirchturm noch drei Glocken. Die kleinste, die Andreasglocke, konnte Maberzell während beider Weltkriege behalten. Im Jahre 1990 war der Bestand des denkmalgeschützten alten Gotteshauses stark gefährdet, ein Teilabriss bereits beschlossen, evtl. eine Umsetzung in den Hessenpark Neu-Anspach vorgesehen. Massive Proteste von Bürgern und des Denkmalbeirates der Stadt Fulda konnten dies jedoch verhindern. Ab 2003 wurde das Kirchenschiff restauriert und einer gewerblichen Nutzung zugeführt. Es beherbergt heute ein Fotostudio. 
Die neue Kirche in Maberzell aus dem Jahre 1973 ist dem heiligen Kreuz geweiht und hat eine Zeltform. Die Orgel wurde im Jahr 1990 in die Kirche eingebaut. An der Altarwand hängt ein Bild mit dem Titel Geschichte der Erlösung von dem Maler Ante Milas. Das Altarbild ist mit 110 m² das größte Mitteleuropas.
Maberzell gehört kirchlich zum Pastoralverbund St. Antonius von Padua, Fulda-West, mit den katholischen Pfarreien St. Markus in Haimbach, St. Hubertus in Oberrode, St. Andreas in Fulda-Neuenberg und St. Laurentius in Neuhof-Giesel.

#### Evangelisch
Die evangelische Mätthäus-Kirche – fertiggestellt 1956 – befindet sich für Maberzell auf dem Trätzhof.

## Vereine
- Tischtennisverein: Die erste Mannschaft des Maberzeller Tischtennisvereins spielt in der 1. Tischtennis-Bundesliga. Der offizielle Name lautet TTC Rhön-Sprudel Fulda-Maberzell
- Kirmesgesellschaft
- Sportverein
- Freiwillige Feuerwehr Maberzell e. V.

## Wirtschaft und Infrastruktur
- Sender Maberzell
- Freiwillige Feuerwehr Maberzell
- Caritaswerkstätten
- Kinder und Jugenddorf Sankt Elisabeth

## Verkehr
Maberzell liegt an der Bundesstraße 254. Die nächste Autobahnanschlussstelle Fulda-Nord wird über die B 254, den Tunnel Weimarer Straße und die B 27 erreicht.
Der Bahnhof Maberzell liegt an der Bahnstrecke Gießen–Fulda. Es handelt sich um einen Betriebsbahnhof, der rein für Zugkreuzungen genutzt wird; die Züge der Linie RB 45 halten nicht.